# Mäntsäläupproret

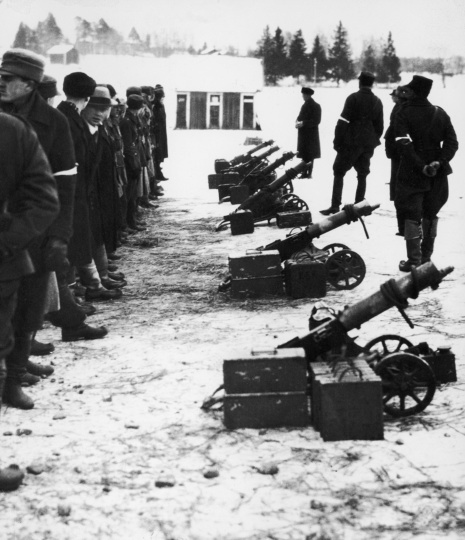
Upprorsmännens maskingevär.

Mäntsäläupproret kallas med ett gemensamt namn de olika händelser som ägde rum i Finland under några dagar i februari och mars 1932 och som utgjorde kulmen på Lapporörelsen.  
Starka krafter i det finländska samhället ville se hårdare politiska markeringar mot kommunister och socialdemokrater och en del var beredda att gripa till våld för att få sin vilja igenom. Den 27 februari höll den socialdemokratiske riksdagsmannen Mikko Erich föredrag i Folkets hus i byn Ohkola i Mäntsälä. Sammankomsten avbröts av beväpnade skyddskårister, de flesta från södra Tavastehus län och norra Nylands län. 
De beväpnade männen drog sig tillbaka till skyddskårens byggnad i Mäntsälä. De krävde regeringen Sunilas avgång, särskilt vad avsåg inrikesminister Ernst von Born samt landshövding Bruno Jalander. Bland kraven märktes även att det socialdemokratiska partiet skulle förbjudas och att rösträtten skulle begränsas. Lapporörelsens ledning mobiliserade sina anhängare, som samlades på flera orter, bland annat i Björneborg, Loimaa, Tavastehus, Forssa, Seinäjoki och Jyväskylä. Tillsammans med Mäntsälä utgjorde Jyväskylä den främsta oroshärden. Rörelsen uppbådade omkring 10 000 man, vilket innebar ett reellt hot om våld om inte kraven uppfylldes. Många personer med höga positioner inom närings- och samhällsliv stödde kravet på regeringens avgång. Det fanns emellertid brister i planeringen av upproret, bland annat i ledarskiktet, där en del ville genomföra en marsch mot Helsingfors, med Mussolinis marsch mot Rom som förebild. Detta kom dock aldrig att realiseras.
Den 2 mars höll president Pehr Evind Svinhufvud ett radiotal till de upproriska där han uppmanade dem att återvända hem. Den borgerliga opinionen var starkt negativ till upprorsförsöket, vilket ledde till att upprorsmakarna valde att inte vidta ytterligare åtgärder. Efter en vecka greps ledarna för upproret medan de flesta andra deltagare inte kom att omfattas av rättsliga åtgärder. Omkring tjugo personer dömdes till fängelse, och det misslyckade upproret ledde bland annat till att Lapporörelsen upplöstes.

### Fotnoter
1. 1 2  ”Arkiverade kopian”. Arkiverad från originalet den 4 december 2014. https://web.archive.org/web/20141204233656/http://hbl.fi/i-dag/2012-03-06/sista-kuppforsoket. Läst 8 april 2012.
2. 1 2  Uppslagsverket Finland